# Церква Введення в храм Пресвятої Діви Марії (Стара Ягільниця)
Церква Введення в Храм Пресвятої Діви Марії в Старій Ягільниці — парафія і храм греко-католицької громади Улашківського деканату Бучацької єпархії Української греко-католицької церкви в селі Старій Ягільниці Чортківського району Тернопільської области.

## Історія
У 1794 році в Нагірянці збудована дерев'яна церква. У 1963 році державна влада забрала ключі від храму, що спричинило страйк жителів села.
У 1988 році проведено ремонт храму. У 1989 році церква не діяла, але навесні того ж року її відремонтували, а 10 вересня освятили, і вона перейшла до РПЦ.
У 1991 році парафія і храм повернулися в лоно УГКЦ.
При парафії діють такі спільноти:
- Братство «Апостольство молитви».
- Спільнота «Матері в молитві».
- Спільнота «Жива вервиця».
- Марійська дружина.

Катехизацію проводить священник. На території парафії є кілька капличок та хрестів, а у власності парафії — проборство.

## Парохи
- о. Петро Мединський (до 1856),
- о. Іван Крушельницький (до 1903),
- о. Мар'ян Крушельницький (до 1916),
- о. Микола Любович (з 1912),
- о. Юліан Мащак (1925—1927),
- о. Величко (1927—1930),
- о. Михайло Галабурда (1931—1933),
- о. Іван Романовський (1933—1944),
- о. Йосип Дрібнюк (з 1945),
- о. Кутний (1951—1956),
- о. Павло Онук (1956—1960),
- о. Яструбківський,
- о. Паляниця,
- о. Ковбасюк (до 1962),
- о. Фіголь (до 1965),
- о. Кадринський,
- о. Новосад,
- о. Генадій Михайлюк,
- о. Костецький,
- о. Йосип Дрібнюк (1990—1991),
- о. Петро Козар (до 2003),
- о. Іван Сеньків (до жовтня 2003),
- о. Олег Капулов — адміністратор парафії з листопада 2003.